# Sevim Çelebi-Gottschlich
Sevim Çelebi-Gottschlich (* 2. Mai 1950 in Ankara) ist eine ehemalige deutsche Politikerin (Alternative Liste für Demokratie und Umweltschutz (AL)). Sie rückte im April 1987 wegen des Rotationsprinzips der Grünen in das Abgeordnetenhaus von Berlin nach und war die erste Migrantin in einem deutschen Landesparlament. Ihre erste Rede im Parlament hielt sie auf Türkisch.  Damit wollte sie auf die Lebensrealität und sprachliche Situation vieler Menschen mit Migrationsgeschichte in Berlin aufmerksam machen. CDU‑Abgeordnete reagierten mit Klopfen auf den Tisch, um sie zu übertönen.
Nachdem Çelebi in der Türkei das Handelsgymnasium absolviert hatte, ging sie 1970 nach West-Berlin und arbeitete bei Siemens in Spandau. Das Unternehmen bot keine Deutschkurse an, sodass sie die Sprache unter schwierigen Bedingungen neben der körperlich anstrengenden Schichtarbeit selbst lernen musste. Der Alltag war geprägt von Isolation, harter Arbeit und mangelnder Unterstützung. Rückblickend beschrieb sie die ersten Jahre als entmutigend, da das Leben fast nur aus Arbeit bestand und kaum Raum für Integration blieb. Nach zwei Jahren kündete Sevim und arbeitete als Verkäuferin, Kassiererin und Taxifahrerin. 1978 legte sie das Abitur ab und schloss die Fachschule für Sozialarbeit und Sozialpädagogik 1984 als Sozialarbeiterin ab.
In ihrer Zeit im Parlament setzte sich Çelebi-Gottschlich insbesondere für Migrantenrechte, Familiennachzug, zweisprachige Erziehung und die Verbesserung der Lebensbedingungen in sozialen Brennpunkten ein. Ihr Engagement war stets von der Überzeugung getragen, dass Integration keine Einbahnstraße sei, sondern ein gegenseitiger Prozess auf Augenhöhe. Çelebi-Gottschlich trat 1997 bei den Grünen aus. Blieb jedoch politisch aktiv und kandidierte erfolglos bei der Bundestagswahl 1998 als Einzelbewerberin in Berlin-Tempelhof.
Im Verlag Kiepenheuer & Witsch erschien 2011 ihre Lebensgeschichte Auf Zeit. Für immer – Zuwanderer aus der Türkei erinnern sich als eine von insgesamt 14 Biographien.